# 免疫球蛋白D

一些抗体形成结合多个抗原的聚合物

免疫球蛋白D（英語：Immunoglobulin D；縮寫：IgD）免疫球蛋白D是一种抗体的亚型。它与IgM共表达于成熟B细胞质膜，占该种细胞表面蛋白总量的1%。也存在分泌型的IgD，血清中含量很少，仅占血清中免疫球蛋白总量的0.25%。分泌型IgD的相对分子质量是185kDa，半衰期是2.8天。分泌型的IgD是单体，由两条δ重链和两条轻链组成。

## 功能
IgD分子发现于1964年，而其功能至今还是免疫学谜题。在进化树上，从硬骨鱼至人类的物种都有IgD（鸟类可能没有）。这表明IgD的可能出现于如IgM一般古老的年代，且具有重要的免疫学功能。 
IgD传导信号激活B细胞，从而促进了后者参与免疫反应。IgM是分化中的B细胞表达的唯一亚型。IgD在B细胞离开骨髓迁移至外周淋巴组织时开始表达。成熟的B细胞同时表达IgM和IgD。只有重复多价的免疫原才能触发IgD的信号，而IgM的信号则可被可溶的单价或多价免疫原触发。δ重链基因敲除的小鼠没有重大的B细胞缺陷。IgD在过敏反应中也起作用。IgD可结合并激活嗜碱性粒细胞和肥大细胞，继而使其产生抗微生物的因子以参与气道的免疫防御。结合IgD的嗜碱性粒细胞还可以释放B细胞稳态因子。IgD基因敲除鼠中外周B细胞数量减少、血清IgE浓度降低、IgG1初次免疫应答缺陷，这些表现是和IgD的B细胞稳态作用是一致的。

## 结构多样性
IgD的结构灵活多变，补足了IgM的功能，这也导致了其结构在脊椎动物进化过程中的多样性。IgD在IgM缺陷时可以替代IgM的功能。B细胞可以通过RNA的选择性剪接和Ig类别转换重组的方式表达IgD。所有有颌类脊椎动物都存在RNA的选择性剪接，但类别转换重组仅存在于高等脊椎动物，且这种方式增加了IgD的多样性。有颌鱼类的恒定区因Cδ外显子的增强而呈现高度多样性。选择性剪接产生了不同的剪接变异体。人类和灵长目动物的IgD具有三个Cδ免疫球蛋白域和很长的铰链区。此铰链区的氨基端富含丙氨酸和苏氨酸，羧基端富含带电的赖氨酸、谷氨酸和精氨酸残基。羧基端的残基被O-糖基化修饰，该修饰与激活的T细胞表面的伪IgD受体相结合。人类IgD和嗜碱性粒细胞及肥大细胞表面的肝素及硫酸乙酰肝素葡聚糖蛋白相互作用。鼠IgD的仅具有两个免疫球蛋白域，其铰链区较人类也更短，具有不同的氨基酸残基，且这些残基被N-糖基化修饰。 

## 共表达方法
在编码人类重链基因位点，V-D-J基因盒的3’端，是一系列编码恒定区的基因，其中每一部分对应一种免疫球蛋白亚型。其中编码IgM重链的Cμ基因最接近V-D-J基因盒，编码IgD重链的Cδ基因紧随其后。 
原始mRNA转录物包含转录的V-D-J基因盒以及Cμ和Cδ基因以及这些基因之间的内含子。 
随后，原始的mRNA被选择性剪接，生成的功能mRNA仅含Cμ或Cδ两者之一。Cμ和Cδ基因之间以及Cδ基因3’端的两处多腺苷酸化区促成了选择性剪接 
功能mRNA的V-D-J区和C区基因具有连续性，随后翻译产生μ重链或δ重链。重链与κ或λ轻链结合，最终形成完整的IgM或IgD抗体。 
锌指蛋白318（ZFP318）可以促进IgD的表达，它控制原始mRNA的选择性剪接。非成熟B细胞主要表达含μ基因的转录物，成熟B细胞表达含μ或δ基因的转录物，并表达ZFP318基因。有研究表明ZFP318的沉默突变导致B细胞不表达IgD。

## 激活免疫系统
膜型IgD作为B细胞受体（BCR）的一部分，可以传导信号，激活适应性免疫和天然免疫反应；分泌型IgD也可分别结合单核细胞、肥大细胞、嗜碱性粒细胞激活免疫反应。传统上认为激活免疫系统会加剧自身免疫疾病及过敏性皮肤炎症。与这种观点相反，2010年的一项研究表明抗IgD单克隆抗体可以减轻胶原诱导关节炎动物模型的疾病严重性。应用新型疗法治疗模型鼠获得性大疱性表皮松解症以及慢性接触性超敏反应亦有效。 